# Gvozdevo (kraj Primorje)
Gvozdevo (Russisch: Гвоздево) is een plaats (selo) in de gorodskoje poselenieje van Posjet van het district Chasanski in het uiterste zuidwesten van de Russische kraj Primorje. De plaats werd gesticht in 1938 en telt 647 inwoners (1 januari 2005) De plaats is vernoemd naar Held van de Sovjet-Unie Ivan Vladimirovitsj Gvozdev, die stierf tijdens een felle strijd gedurende de Slag om het Chasanmeer in het stichtingsjaar 1938.

## Geografie
De plaats ligt aan de samenloop van de rivieren Vinogradnaja en Gladkaja op 4,5 kilometer van de uitstroom in de Novgorodbocht van de Posjetbaai. De plaats ligt over de weg op 4 kilometer verwijderd van de rijksweg Razdolnoje - Chasan (A189) en ligt op 56 kilometer van het districtcentrum Slavjanka en ongeveer 220 kilometer van Vladivostok. De plaats ligt tevens aan de spoorlijn van Oessoeriejsk naar Chasan.

## Bezienswaardigheden
In de plaats bevinden zich het graf van Gvozdev, een aantal Japanse militaire graven uit de periode 1945-47 en een massagraf uit 1945.
Bestuurlijk centrum: Slavjanka

Andrejevka · Bamboerovo · Barabasj · Barsovy · Baza Kroeglaja · Bezverchovo · Chasan · Filippovka · Gvozdevo · Kamysjovoje · Kedrovaja · Kraskino · Kravtsovka · Lebedinoje · Majak Bjoesse · Majak Gamova · Narva · Ovtsjinnikovo · Perevoznoje · Pojma · Posjet · Pozjarski · Primorski · Provalovo · Risovaja Pad · Rjazanovka · Romasjka · Sjachtjorskoje · Soechaja Retsjka · Soechanovka · Tsoekanovo · Vitjaz · Zajsanovka · Zanadvorovka · Zaroebino